# پارک ملی سیرا نوادا (ونزوئلا)
پارک ملی سیرا نوادا (انگلیسی: Sierra Nevada National Park) یکی از پارک‌های ملی مهم ونزوئلا است که میان ایالت‌های مریدا و باریناس در غرب این کشور قرار دارد. این پارک ملی در دوم مه ۱۹۵۲ به منظور حفاظت از رشته‌کوه سیرا نوادا د مریدا در رشته‌کوه آند تأسیس شد و دومین پارک ملی ونزوئلا محسوب می‌شود.
این پارک ملی از نظر بوم‌شناختی اهمیت زیادی در ونزوئلا دارد و کوه پیکو بولیوار که با ارتفاع ۴۹۷۸ متر، بلندترین نقطه این کشور است، در این پارک قرار دارد.

## نگارخانه

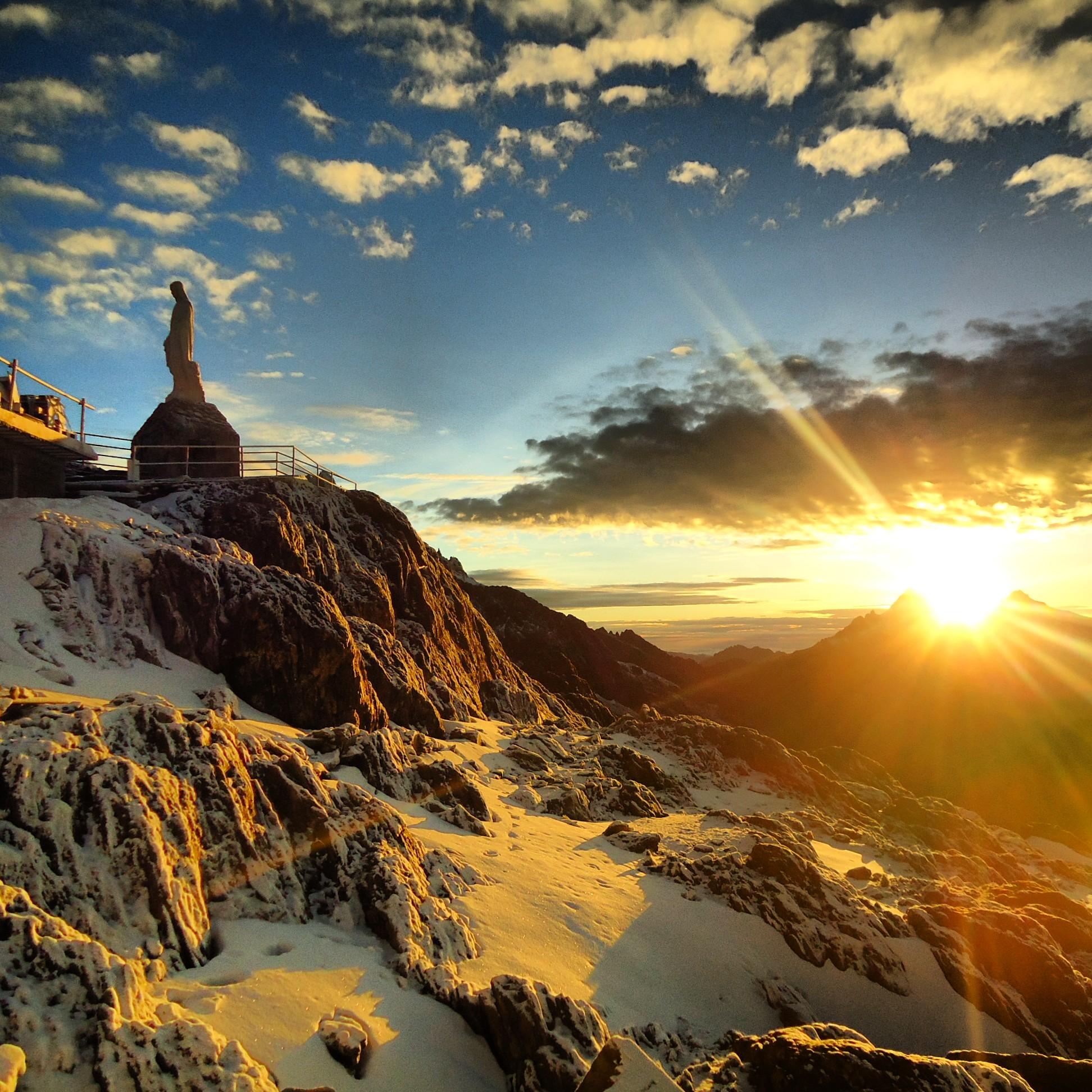
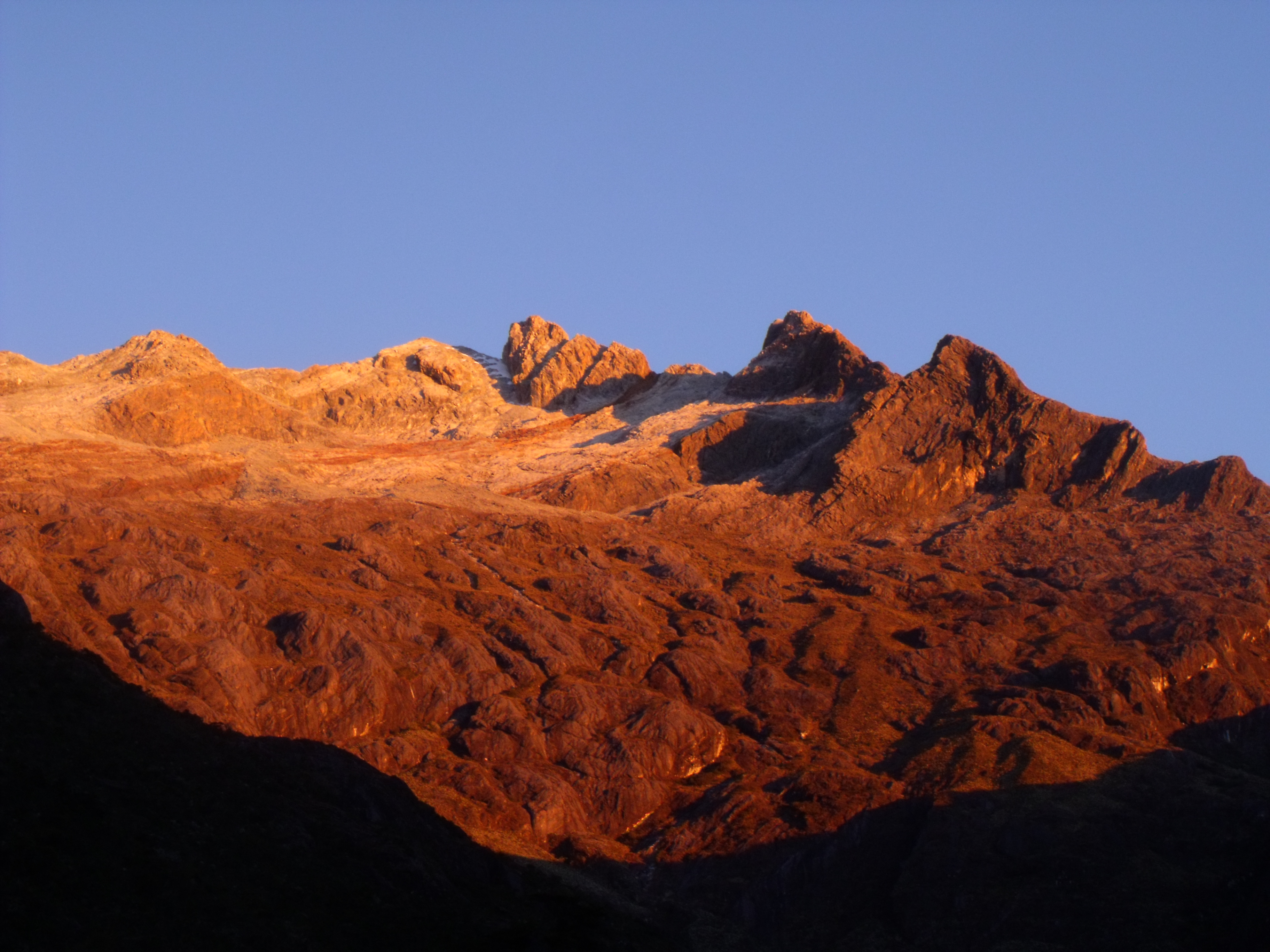
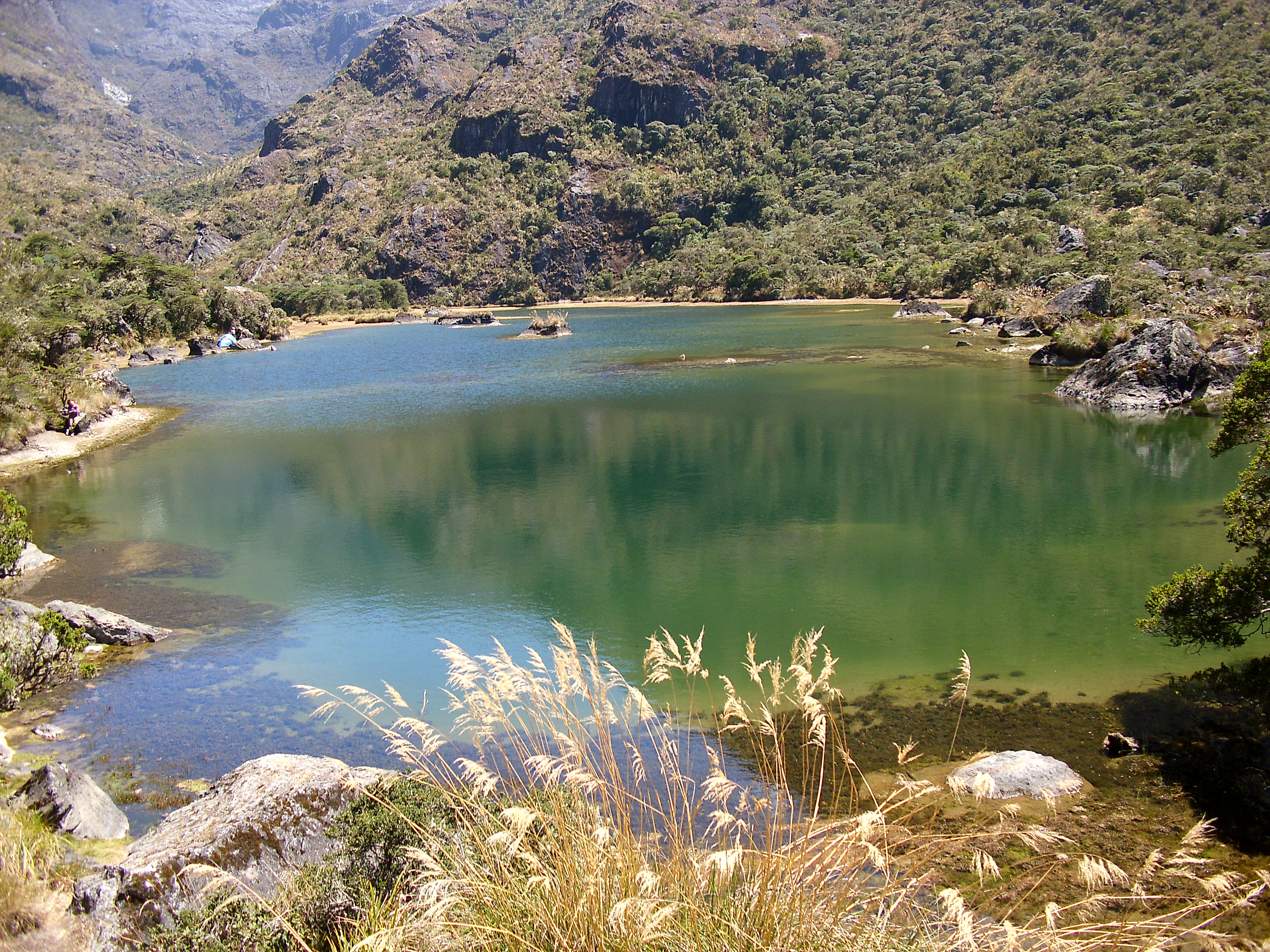
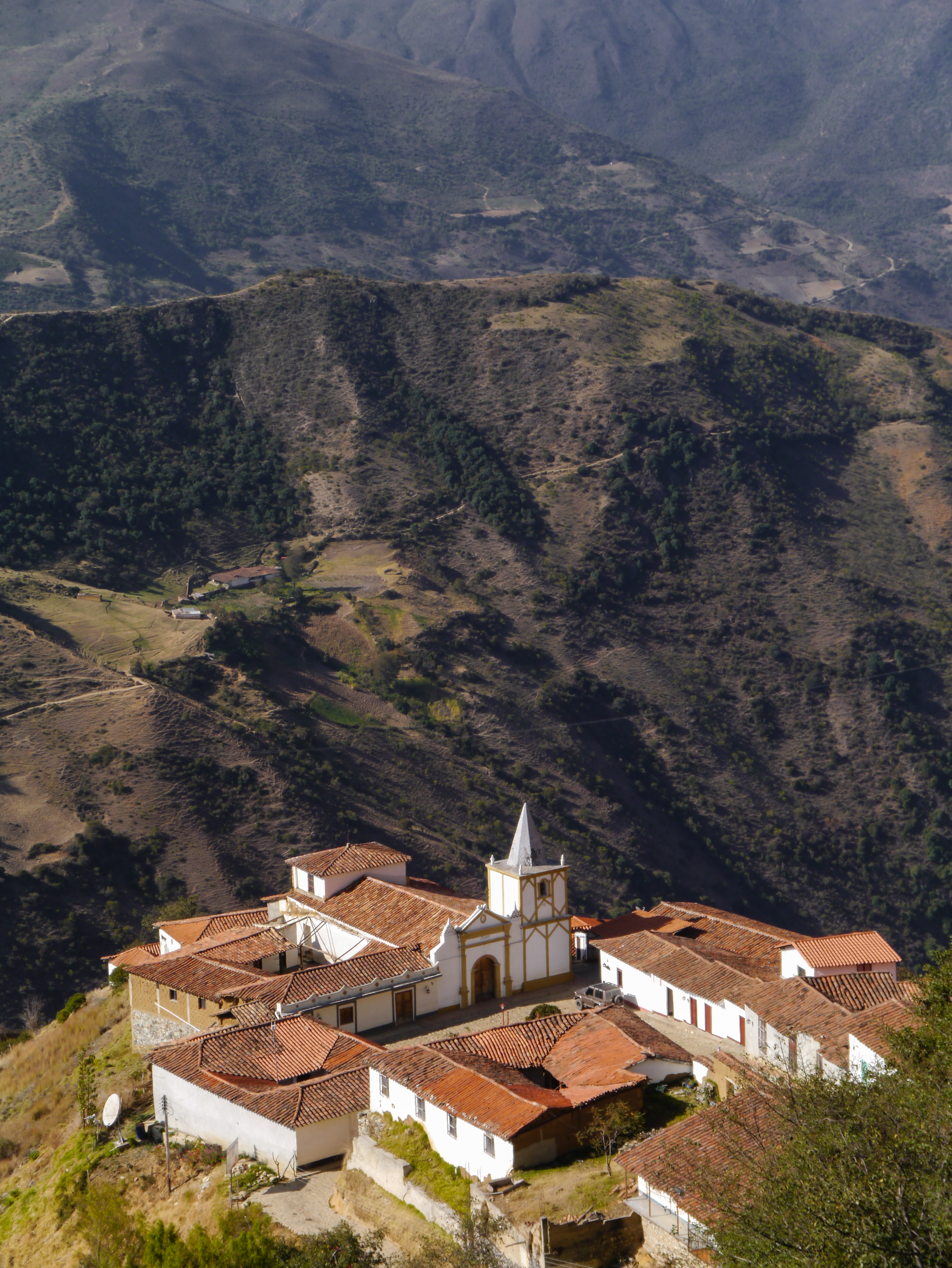
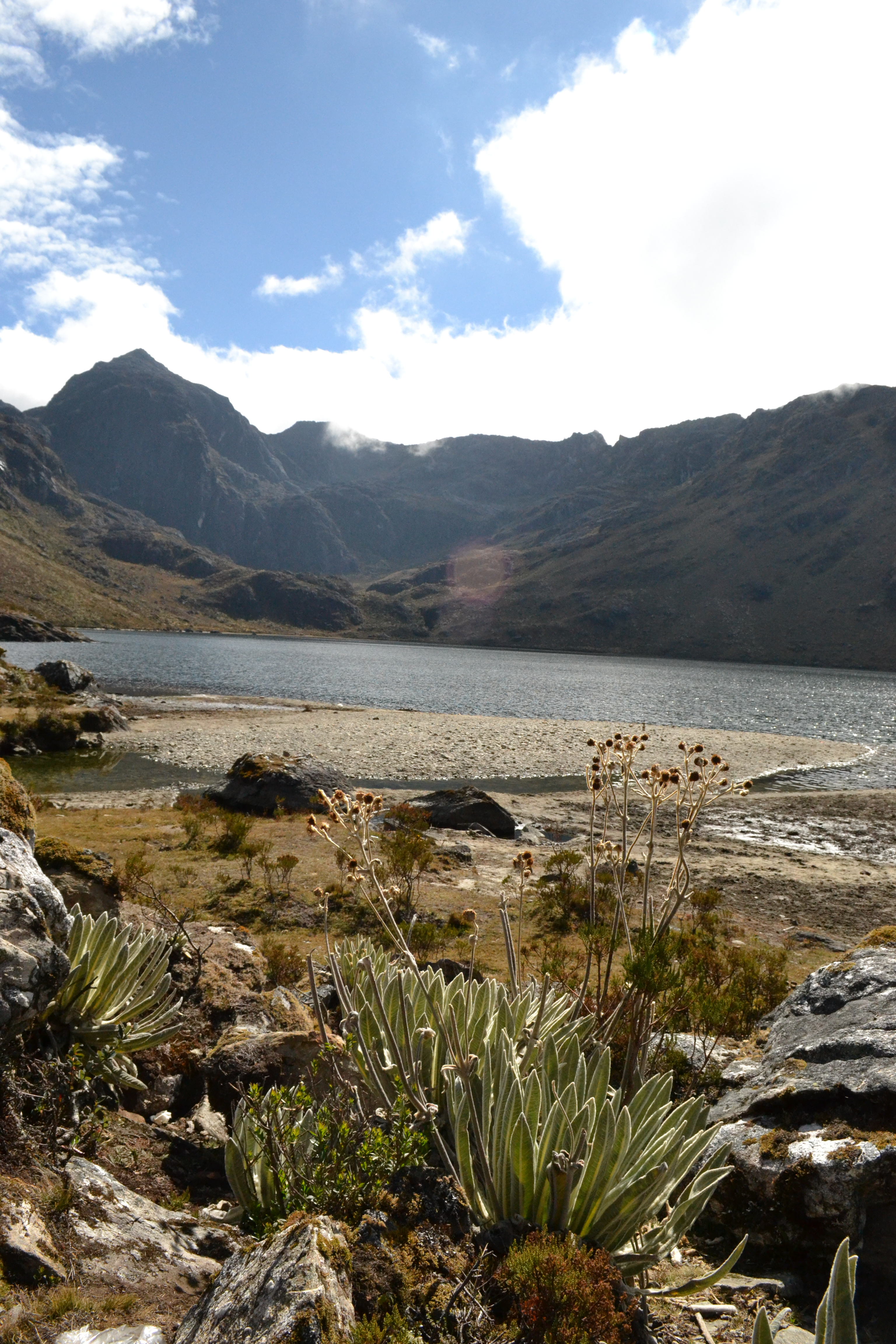
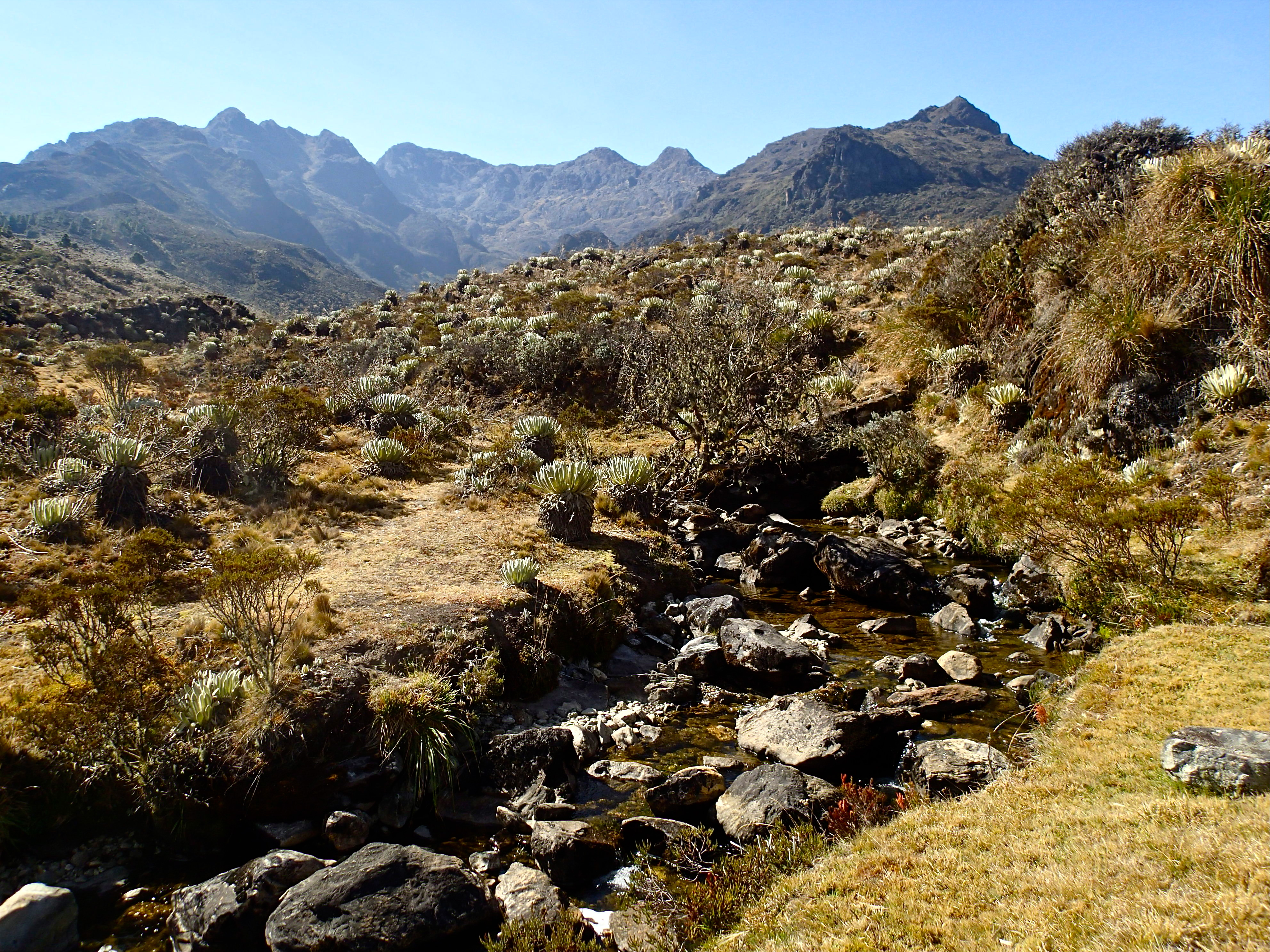
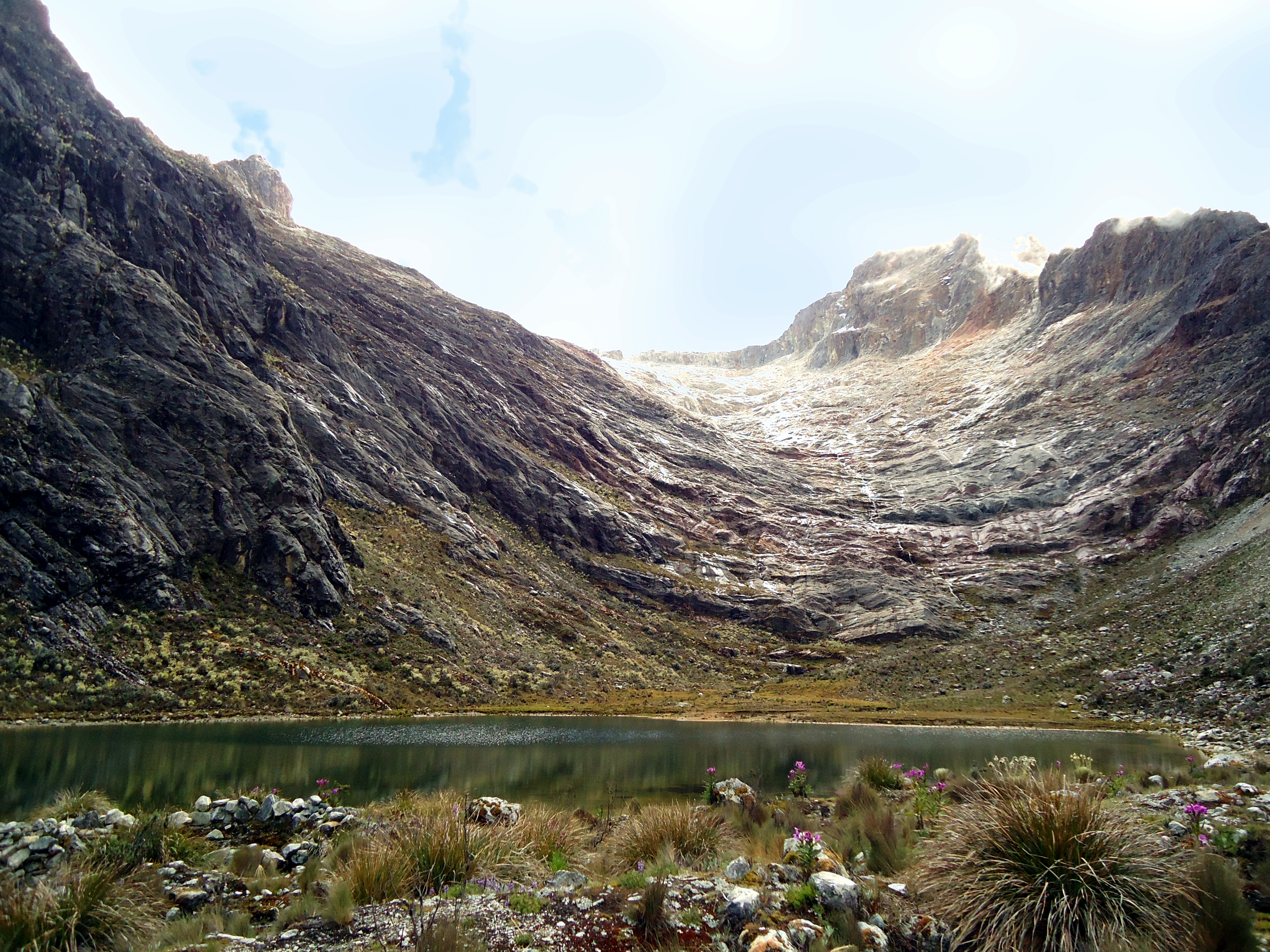
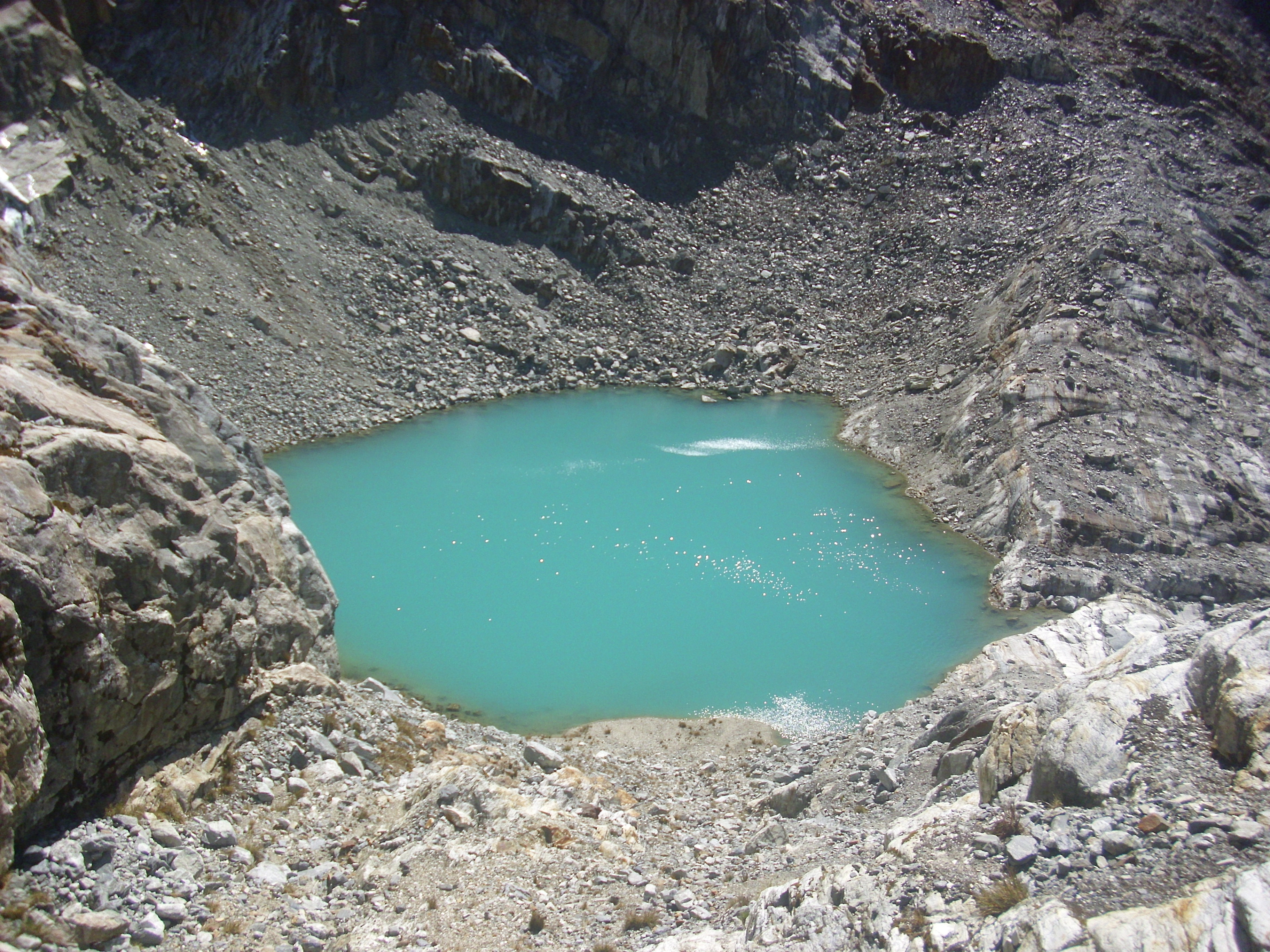
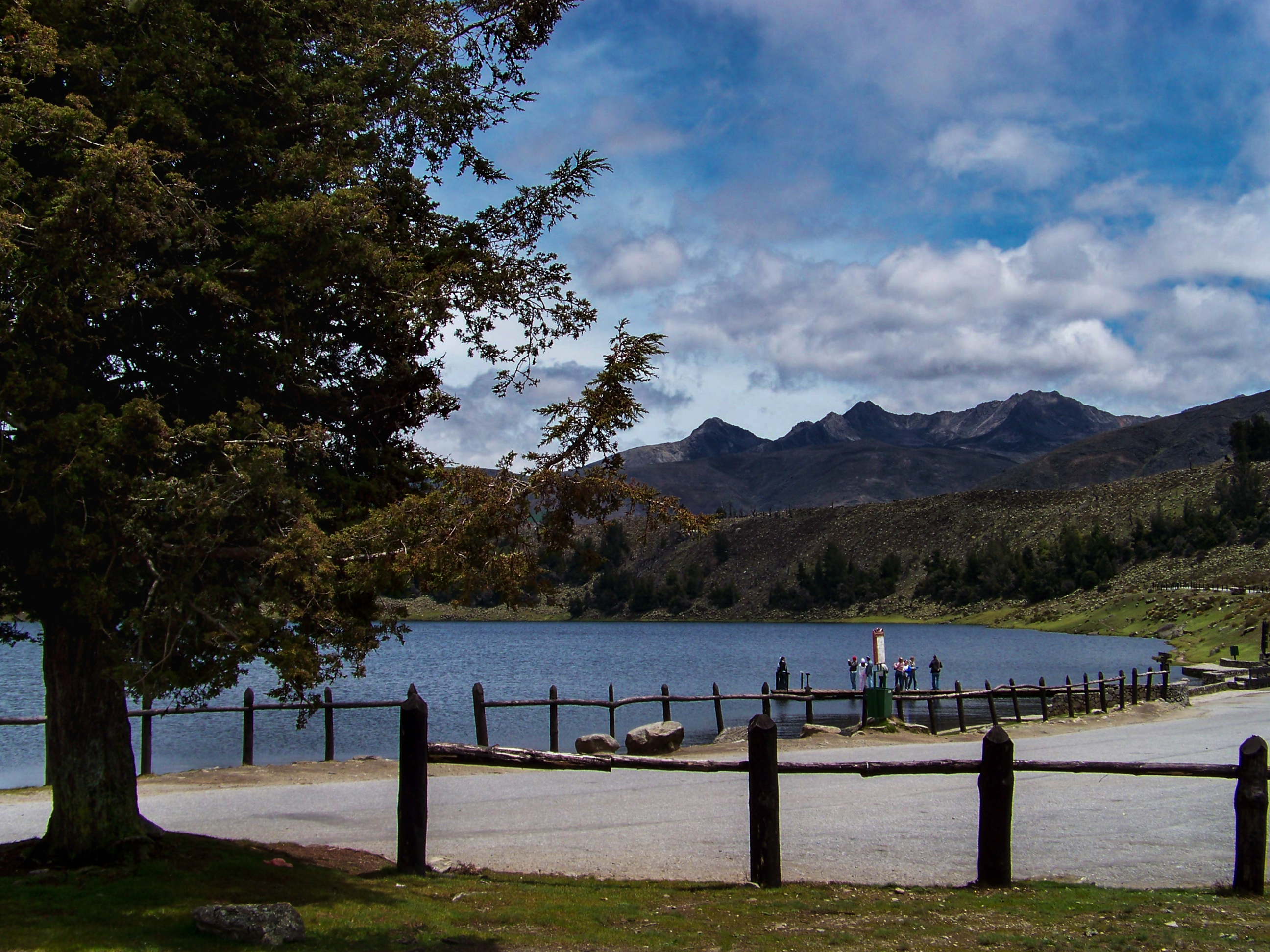
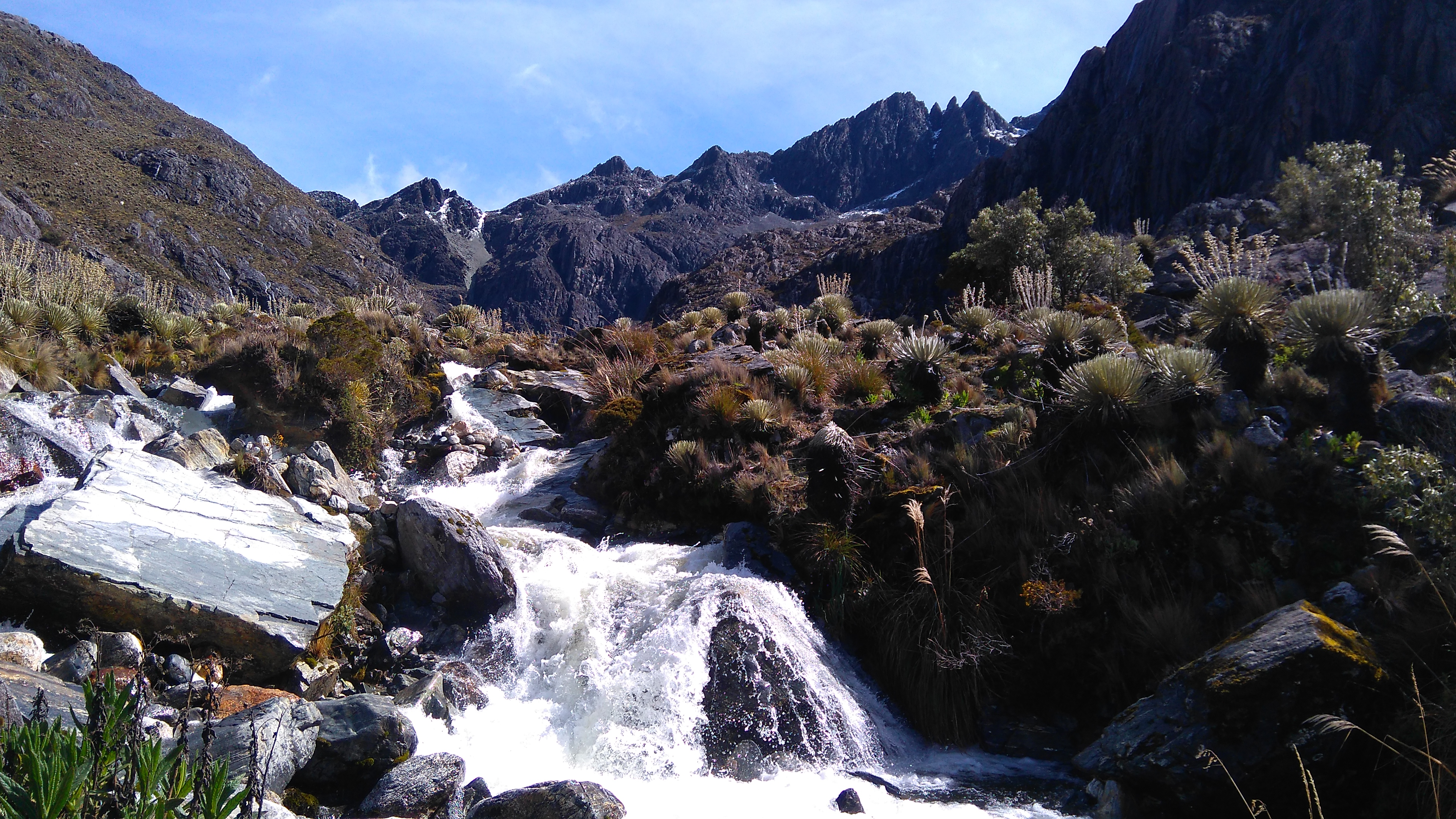
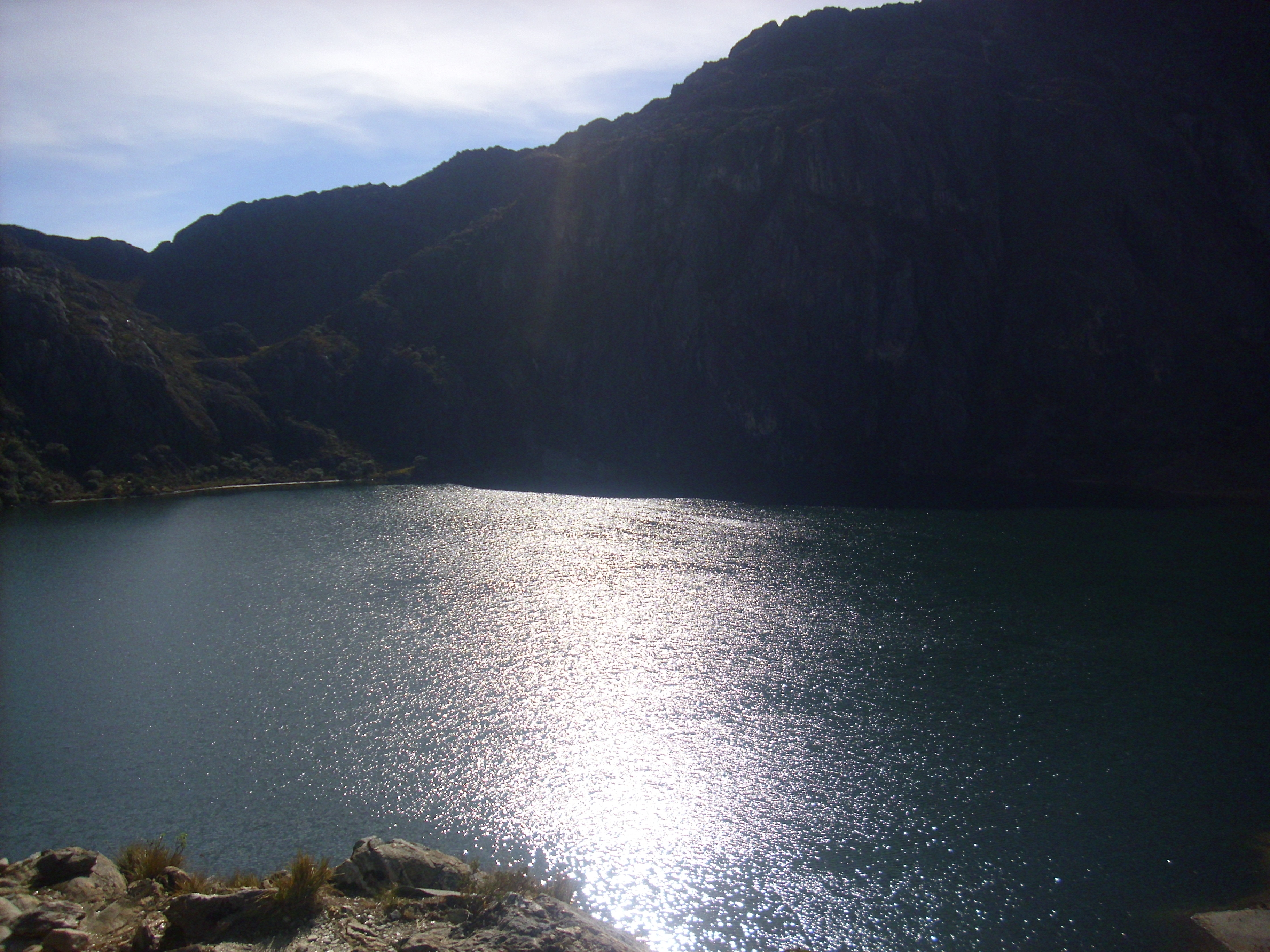
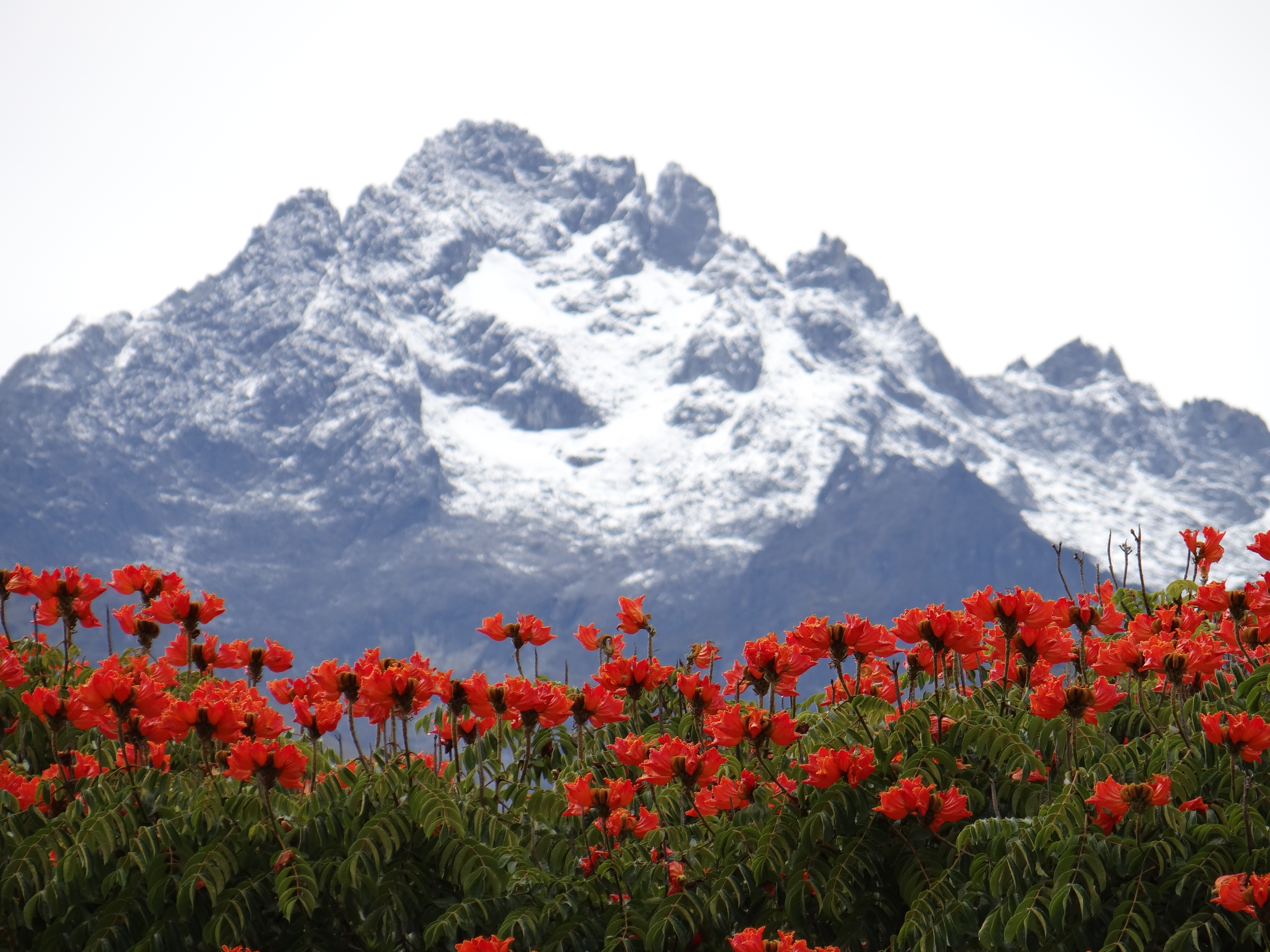
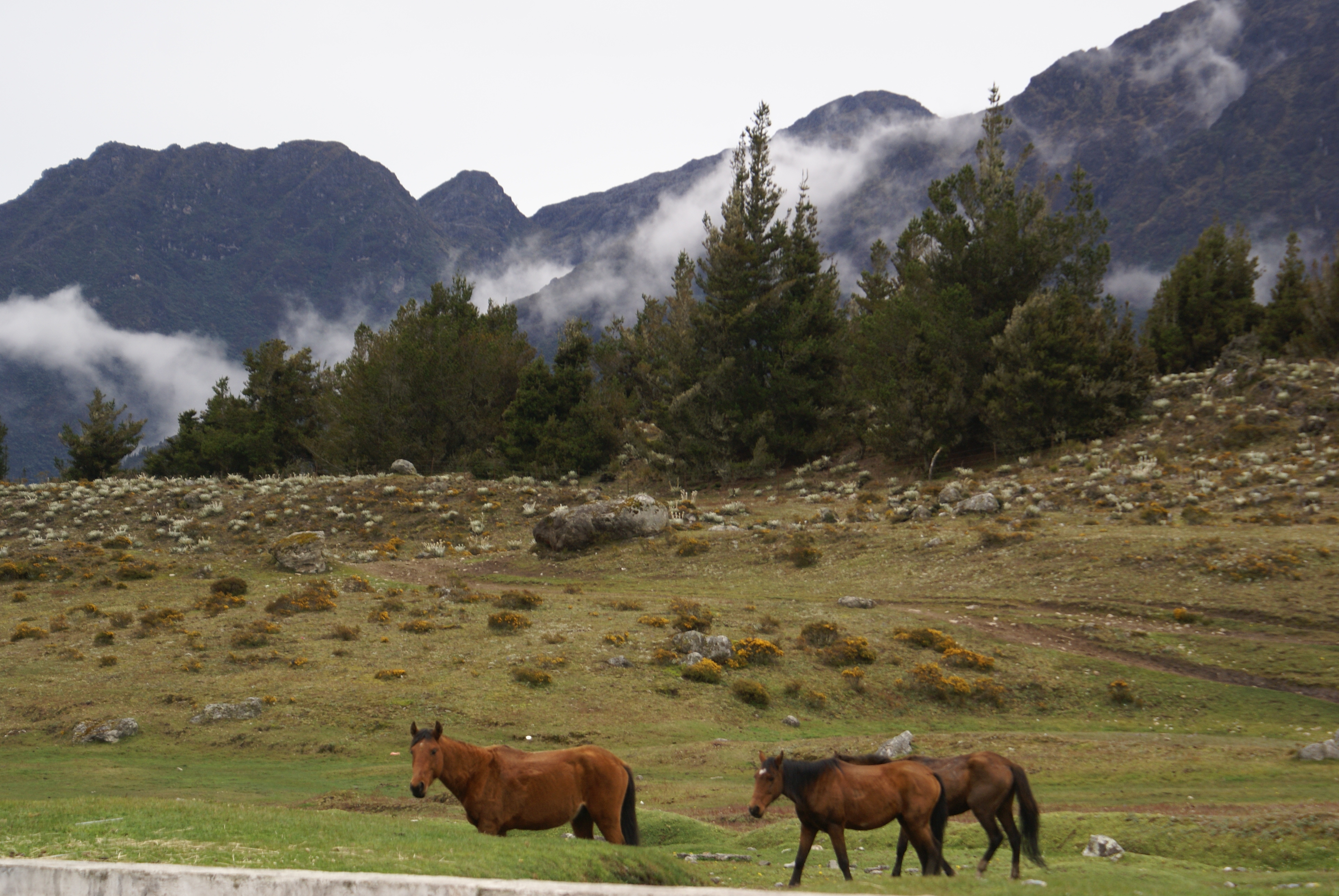
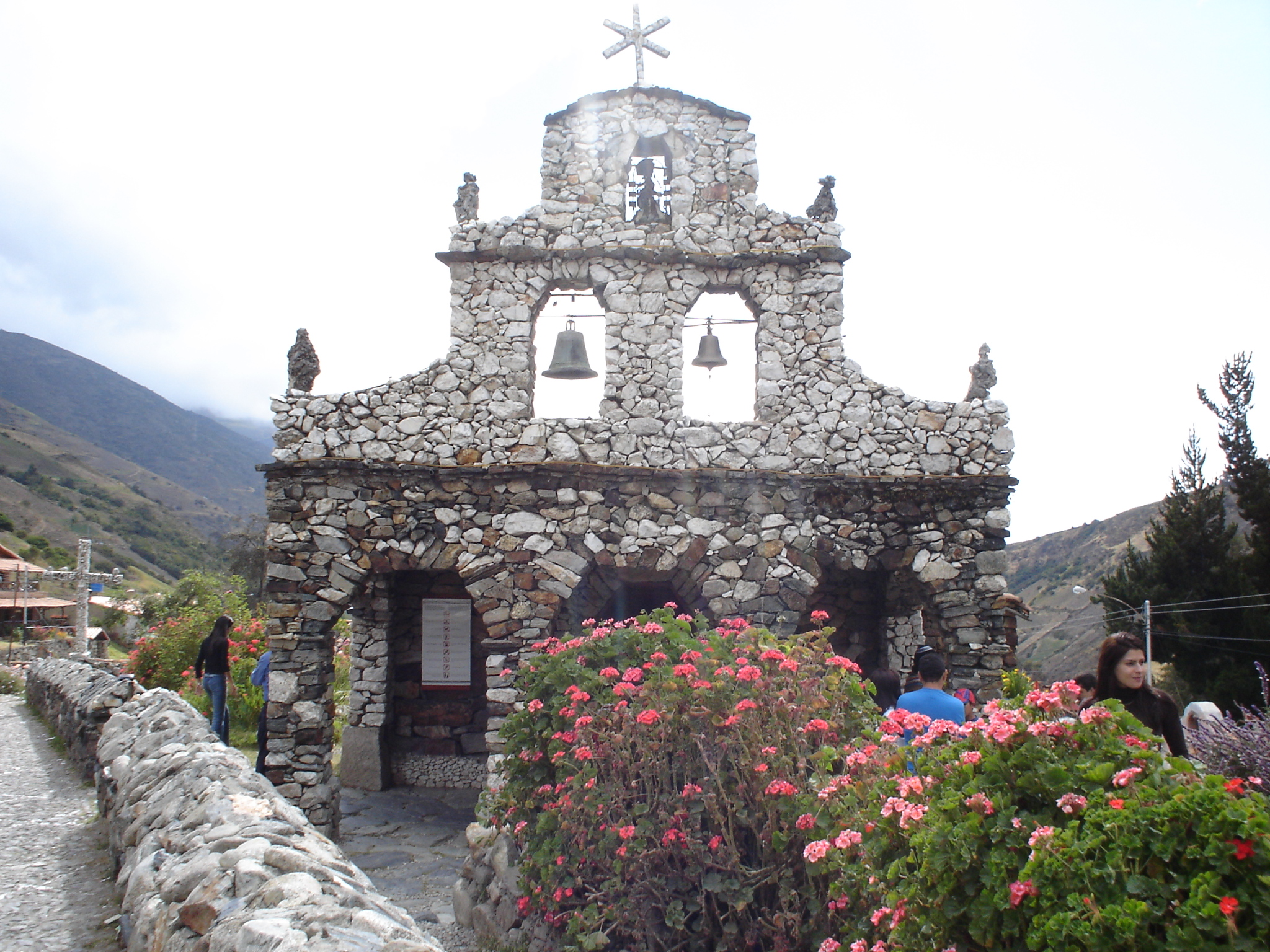